# Полубояриновы
Полубояриновы — дворянский род.
Фамилии Полубояриновых, Стефан, Леонтий и Андрей Полубояриновы в 1629 году за службу пожалованы на поместья грамотою. Равным образом и другие многие сего рода Полубояриновы служили Российскому Престолу дворянские службы в владели деревнями.

## Описание герба
Щит разделен горизонтально надвое, в верхней половине в золотом поле крестообразно положены чёрные шпага и стрела остриями вверх (изм. польский герб Пржестржал). В нижней половине в правом голубом поле изображена серебряная шестиугольная звезда и под нею серебряный же ключ, а в левом красном поле золотой сноп.
Щит увенчан дворянскими шлемом и короной. Нашлемник: пять павлиньих перьев. Намёт на щите золотой, подложенный голубым. Герб рода Полубояриновых внесен в Часть 6 Общего гербовника дворянских родов Всероссийской империи, стр. 68.

## Известные представители
- Полубояринов Моисей Никитич - московский дворянин (1680-1692).
- Полубояриновы: Игнатий Моисеевич, Филипп Леонтьевич, Гаврила Павлович - стряпчие (1692)[2].